# 多田悦太郎
多田 悦太郎（ただ えつたろう、1870年11月16日（明治3年10月23日） - 没年不明）は、日本の政治家、神奈川県多額納税者。

## 人物
神奈川県人・多田勘兵衛の長男。1889年、家督を相続する。明治法律学校に学び、農業を営む。成瀬村会議員、同学務委員に選ばれる。中郡会議員、成瀬村農会長、同青年会顧問等に挙げられる。貴族院多額納税者議員選挙の互選資格を有する。住所は神奈川県中郡成瀬村（現伊勢原市）。

## 家族
多田家
- 父・勘兵衛[2]
- 妻・ヒサ（1875年 - ?、神奈川、杉山浅次郎の長女）[2]
- 息子、娘[2]